# Regula (Vorname)
Regula ist ein weiblicher Vorname, der vor allem in der Schweiz gebräuchlich ist.

## Herkunft
Regula ist die weibliche Form des lateinischen Wortes Regulus (der kleine König bzw. Fürst). Der Name kommt in der Gegend von Zürich recht häufig vor, da eine Stadtpatronin von Zürich die heilige Märtyrerin Regula ist.

## Namenstag
Der Namenstag wird am 11. September gefeiert.

## Namensträgerinnen
- Regula von Lichtenthal, eigentlich Margaretha, ungefähr ab 1450 Nonne im Zisterzienserinnenkloster Lichtenthal
- Regula Aebi (* 1965), Schweizer Leichtathletin
- Regula Engel-Egli (1761–1853), Frau eines schweizerischen Söldner-Offiziers im Dienste Napoleon Bonapartes
- Regula Gerber (* 1958), Schweizer Regisseurin und Theaterleiterin
- Regula Grauwiller (* 1970), Schweizer Schauspielerin
- Regula Heusser-Markun (* 1943), Schweizer Journalistin und Schriftstellerin
- Regula Hitz (* 1986), Schweizer Snookerspielerin
- Regula Imboden (* 1966), Schweizer Schauspielerin
- Regula Lüscher Gmür (* 1961), Schweizer Architektin und Stadtplanerin
- Regula Mühlemann (* 1986), Schweizer Opernsängerin
- Regula Pestalozzi (1921–2000), Schweizer Politikerin (FDP)
- Regula Rapp (* 1961), deutsche Musikwissenschaftlerin, Opern-Dramaturgin und Hochschulrektorin
- Regula Renschler (* 1935), Schweizer Autorin, Publizistin und Übersetzerin
- Regula Runge (* 1989), deutsche BMX-Rennfahrerin
- Regula Rytz (* 1962), Schweizer Politikerin (Grünes Bündnis)
- Regula Schmidt-Bott (1945–2015), deutsche Politikerin (Bündnis 90/Die Grünen)
- Regula Späni (* 1965), Schweizer Sportmoderatorin und Redaktorin
- Regula Stämpfli (* 1962), Schweizer Politikwissenschaftlerin
- Regula Tschumi (* 1957), Schweizer Ethnologin
- Regula Venske (* 1955), deutsche Schriftstellerin und Literaturwissenschaftlerin